# Mountainboarden

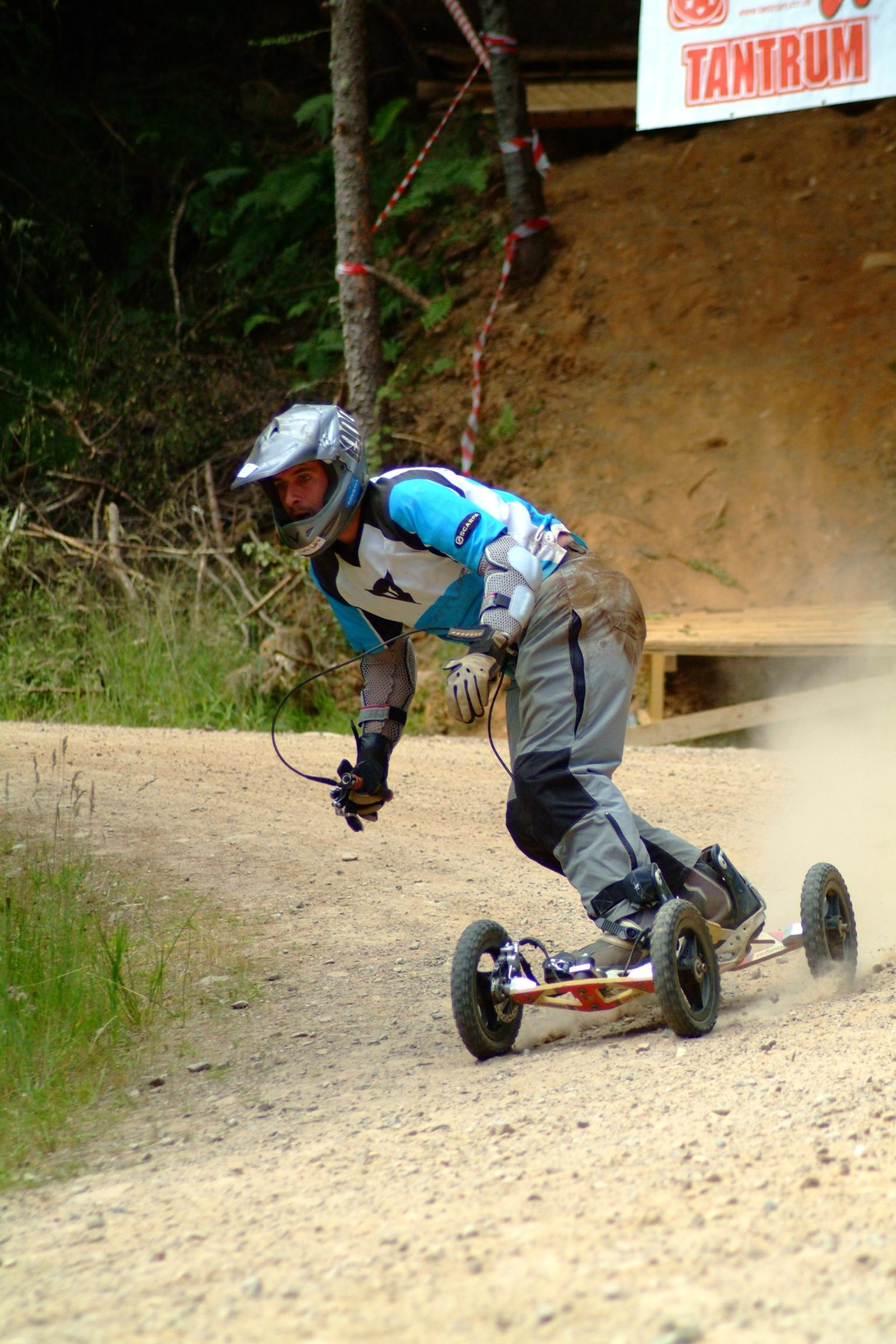
Mountainboarden

Mountainboarden is een actiesport, die omschreven wordt als een combinatie van snowboarden, skateboarden en BMX.

## Boardbeschrijving

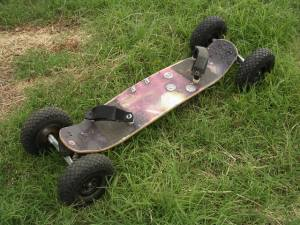
Mountainboard

Bij het mountainboarden wordt door middel van een klein snowboard (ongeveer een meter) met luchtbanden van hellingen met variabele ondergrond naar beneden gereden. De boards worden in verschillende lengtes en flexibiliteit gemaakt. Het board kan voorzien zijn van een rem, die via een kabel door de rijder in de hand wordt gehouden. Deze rem wordt doorgaans gemonteerd op de achterste as van het board. In de praktijk ziet men dit remsysteem nauwelijks in gebruik. Mountainboarders remmen door middel van een powerslide, waarbij het board dwars op de rijrichting wordt gezet en door de ontstane wrijving stopt.
Bij het mountainboarden staat de rijder rechtop op het board, met de voeten in bindingen en dwars op de rijrichting. De bindingen kunnen eenvoudige lussen met klittenbandsluiting zijn, speciale mountainboardbindingen met een ratelsysteem of snowboardbindingen, afhankelijk van de voorkeur van de rijder.

## Beschermers bij het mountainboarden
Meestal dragen mountainboarders dezelfde bescherming als bij andere extreme sporten. Deze bescherming zorgt ervoor dat de sport veiliger beoefend kan worden en de rijder meer buffer heeft tijdens het oefenen en vallen. Een helm is verplicht bij wedstrijden, meestal worden er open skatehelmen gedragen maar bij de extremere downhill- en de boardercross-discipline ziet men ook "full-face"-helmen in gebruik. Een "Backprotector" bestaat uit een kunststof schild met buigbare segmenten dat de rug en wervels beschermt. Een "crashpant" is een broek met beschermende stukken op de heupen en stuit. Voorts bestaat de bescherming uit knie- en elleboogbeschermers, handschoenen met polsbeschermers en een bril.

## Kite landboarden of flyboarden
Mountainboards worden ook gebruikt in combinatie met een vlieger (kite). Deze sport wordt kite-landboarden of flyboarden genoemd. Deze sport wordt meestal aan de kust op het strand beoefend, omdat daar veel ruimte is en de wind er stabiel is. De Flyboarder wordt door middel van windkracht voortbewogen en kan sprongen maken. Er worden speciale mountainboards gemaakt voor deze sport die meestal heel licht zijn, roestvrije onderdelen en lagers hebben en voorzien van een "Grabhandle".

## Algemene Geschiedenis
Het mountainboarden of all-terrain-boarden is ontstaan in de jaren zeventig. Veel skateboarders wilden eigenlijk van de straat af en op ruwe oppervlakten boarden.
Er werd toen gebruikgemaakt van verschillende experimentele boardtypes. De boards die "custom made" werden gemaakt waren in de regel groter en breder dan de standaardskateboards. De vormen van deze boards waren op surfplanken gebaseerd en "directional" (dus met een neus en staart) van vorm. Er werden soms bindingen van een surfplank gebruikt of deze werden zelf gemaakt.
Om een combinatie met de zeilsport te maken werd er een mastvoet op de boards gemonteerd om met een surfzeil te kunnen surfen op het land, wat feitelijk de voorloper was van het kite-landboarden.
De wielen waren de grootste en zachtste longboardwielen, en speciale skateterreinbanden (monster tires). Ook werden er luchtbanden van karretjes gebruikt.
De trucks van deze boards waren de langste maten longboardtrucks die vaak met "extenders" werden verlengd.
Het gemeenschappelijk kenmerk van deze boards was het gebruik van veel grotere wielen, die elk oppervlak aankonden.
In de jaren 80 was er weinig verandering in de ontwikkeling van de boards en de sport. Slechts een kleine groep was met het concept bezig en beoefende de sport.
Mountainboarden werd bekender vanaf het begin van de jaren 90 toen drie merken rond dezelfde tijd productie boards op de markt brachten en er evenementen, demonstraties en wedstrijden werden georganiseerd. Twee van deze bedrijven, MBS (VS) en No Sno (UK), bestaan nog en worden gezien als leidinggevend in vernieuwing en technologie. De technologie van de boards is sindsdien sterk verbeterd en er zijn nieuwe merken bijgekomen, zoals TRAMPA.
Het door MBS in begin 2000 ontwikkelde mountainboard de Comp 16 was een doorbraak in de sport. Veel van de mountainboards en onderdelen die momenteel worden gebruikt zijn gebaseerd op het concept van deze MBS Comp 16.
Heden ten dage is mountainboarden uitgegroeid tot een snel groeiende sport met wereldwijd tienduizenden beoefenaars. Er bestaat een competitie waaronder nationale en open kampioenschappen en het WK Freestyle (UK) en WK Downhill (Alpen).

## Mountainboardcompetities

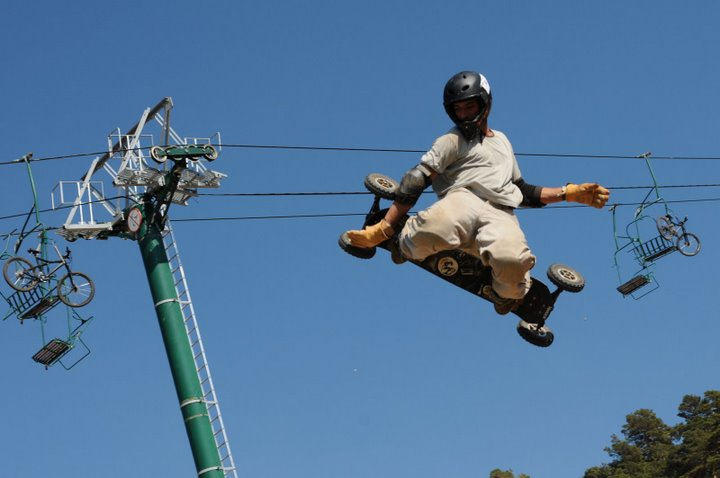
Mountainboard Freestyle competitie in Frankrijk (2008)

Er worden verschillende mountainboardcompetities georganiseerd, waaronder de nationale, de open, de Europese, verschillende cups, challenges en wereldkampioenschappen. De wereldkampioenschappen vinden plaats in freestyledisciplines in Engeland en in downhilldisciplines in de Alpen.
Onderdelen die op wedstrijden worden gehouden zijn onder andere:
- Boardercross - Een meermansrace op een met lijnen uitgezet downhillparcours. Verschillende obstakels moeten worden genomen zoals kickers, speedbumps en tafels waarbij de lijnen van het parcours niet overschreden mogen worden.
- Big Air - Schansspringen over hoge kickers.
- Freestyle - Vrij je stijl laten zien, gebruikmakend van sliders, kickers, sliders, quarterpipe etc.
- Slopestyle - Vrijepistetricks.
- Speed - De hoogste snelheid.
- Freeride - Vrij in de natuur rijden.

### Nederland
Er zijn tot nu toe geen wedstrijden in Nederland.
Forest 7 is de eerste club van het land. Verder zijn er andere clubs zoals Dirtryders (Limburg) en Downhill Junkies (Groningen). Deze zijn de enige actieve mountainboard- en kiteorganisaties in Nederland. Tevens organiseert Forest 7 de flyboardcompetities, waarbij het mountainboarden met een vlieger wordt gecombineerd. Downhill Junkies is actief in het mountainboarden zonder vlieger.

## Mountainboarden in België
België heeft een internationaal bekend mountainboardpark Wanyi, gelegen vlak bij de Franse grens in het dorpje Oignies-en-Thiérache. Er zijn veel 'jumps', een 'big air' en een 'boarder cross'. Het is een voormalige skipiste, waarvan de lift nog steeds dienstdoet.
Elk jaar wordt er midden augustus de Belgian Open georganiseerd.

## Mountainboarden in Nederland
Nederland kent slechts een aantal plaatsen die geschikt zijn voor mountainboarden. Het betreft Zuid-Limburg, Groningen en de regio Arnhem. Limburg is de enige regio van Nederland met heuvels tot 300 meter hoog en met meerdere goede plekken om de sport te beoefenen. Enkele plekken zijn de Sint Pieterberg in Maastricht, het Bunderbos in Bunde, het Vijlenerbos in Vijlen, het drielandenpunt bij Vaals en de bossen van Schinnen.
In de regio Arnhem wordt gebruikgemaakt van een stuwwal aan de voet van de Veluwe. De hoogteverschillen bieden de mogelijkheid tot afdalingen, waar zowel ervaren boarders als beginners aan hun trekken kunnen komen.
In de stad Groningen ligt er een 40 meter hoge bult (de Kardingerbult) waar een bikepark op ligt. Deze is ook geschikt om te mountainboarden. Ook kent Groningen het eerste officiële mountainboardpark van Nederland, namelijk Mountainboardpark Groningen